# 足柄座
足柄座（あしがらざ）は神奈川県南足柄市に伝わる、国の重要無形民俗文化財「相模人形芝居」を伝承する民俗芸能団体である。

## 運営状況

### 所在地
南足柄市広町
足柄座は元は南足柄市班目地区の斑目人形芝居を前進としている。斑目人形芝居は昭和３０年代に後継者不足を理由に道具一式を南足柄町（現在の南足柄市）に寄贈して解散し、道具一式は南足柄市郷土資料館で保存・管理されている。足柄座は寄贈された道具一式を借りる形で活動しており、その都合、活動の拠点は南足柄市郷土資料館としている。なお連絡先は座長宅とされることが多い。

## 主な演目

### 時代物
- 傾城阿波の鳴門　巡礼歌の段
- 伽羅先代萩　政岡忠義の段
- 箱根霊験躄仇討　滝の段[* 1]

### 世話物
- 艶容女舞衣　酒屋の段
- 壺坂観音霊験記　沢市内の段
- 山の段

### 景事
- 序三番叟
- 壽式三番叟